# Anthony Olubunmi Okogie
Anthony Olubunmi Okogie, né le 16 juin 1936 à Lagos, est un cardinal nigérian, archevêque émérite de Lagos depuis 2012.

## Biographie

### Jeunesse et formation
Petit-fils d'Ogbidi Okojie, roi des Esan jusqu'en 1944, il est titulaire d'une licence en théologie.
Il est ordonné prêtre le 11 décembre 1966 pour le diocèse de Lagos.

### Prêtre
Après son ordination, il est nommé vicaire à la cathédrale de Lagos avant de devenir aumônier militaire.

### Évêque
Le 5 juin 1971, il est nommé évêque auxiliaire d'Oyo (Nigeria) et est consacré le 29 août suivant. Paul VI le nomme évêque auxiliaire de Lagos le 19 septembre 1972, quelques mois après la mort de l'archevêque Mgr John Kwao Amuzu Aggey.  Sept mois plus tard, le 13 avril 1973, il est nommé archevêque de Lagos. Il n'a alors pas 37 ans.
Il préside la Conférence des évêques du Nigeria de 1994 à 2000.
Il se retire de sa charge d'archevêque le 25 mai 2012.

### Cardinal
Il est créé cardinal par Jean-Paul II lors du consistoire du 21 octobre 2003 avec le titre de cardinal-prêtre de la Beata Vergine Maria del Monte Carmelo a Mostacciano. Il participe aux conclaves de 2005 (élection de Benoît XVI) et de 2013 (élection du pape François).
Il atteint la limite d'âge le 16 juin 2016, ce qui l'empêche de participer aux votes du conclave de 2025 (élection de Léon XIV).
Au sein de la curie romaine, il est membre de la Congrégation pour l'évangélisation des peuples et du Conseil pontifical pour les communications sociales.